# 1719 en France
Chronologie de la France
- 1715
- 1716
- 1717
- 1718
- 1719
- 1720
- 1721
- 1722
- 1723

Cette page concerne l’année 1719 du calendrier grégorien.

## Événements
- 9 janvier : la France déclare la guerre à l’Espagne[1] (guerre de la Quadruple-Alliance, suite de la conspiration de Cellamare de 1718), et en avril envahit une partie du Nord de l’Espagne.
- 10 janvier : un arrêt du conseil d’État approuve la cession de la Compagnie du Sénégal à la Compagnie d’Occident[2]

- 14 avril : lettres patentes de Louis XV pour l’établissement de l’instruction gratuite dans les collèges de Paris[3]. Le Régent Philippe d’Orléans octroie aux universitaires de Paris, jansénistes de cœur, la gratuité scolaire et le financement par l’État de leur enseignement.
- 20 avril : l’armée française commandée par le maréchal de Berwick passe la Bidassoa[1].

- 23 mai : la Compagnie d’Occident absorbe celles des Indes orientales et de Chine pour devenir la Compagnie des Indes[4]. De mai à août Law prend progressivement le contrôle des compagnies françaises de commerce extérieur et colonial ainsi que des monnaies, des fermes générales…

- 4 juin : la Compagnie d’Afrique est intégrée par John Law à la Compagnie d’Occident[4].
- 18 juin : l'armée française de Berwick prend Fontarabie[1].

- Été : épidémie de variole à Paris, qui tue 14 000 personnes[5]. Été chaud et sec[6]. Les canicules de 1718 et 1719 auraient causé 700 000 morts (dont 450 000 pour la seule année 1719). La dysenterie fut favorisée par des eaux devenues trop basses[7].

- 21 juillet : mort de Marie Louise Élisabeth d’Orléans, duchesse de Berry, fille aînée du Régent, des suites d’un accouchement laborieux[8]. Protagoniste des « petits soupers » licencieux du Régent, sa sexualité explosive et ses grossesses cachées font à la jeune veuve une réputation de Messaline.

- 24 juillet : Law est nommé surintendant des monnaies conjointement avec la compagne des Indes[9].
- Juillet : cent cinquante filles destinées à peupler le Mississippi sont envoyées à La Rochelle, mais se révoltent. Six d’entre elles sont tuées, douze blessées[10].

- 19 août : Berwick prend Saint-Sébastien[1].
- 27 août : le bail de la ferme générale est accordé à la Compagnie des Indes. Aux termes du même arrêt, la Compagnie prête à l’État au taux de 3% la somme de 1,2 milliard de livres bientôt portée à 1,6 milliard[11].
- 13 septembre : un arrêt du Conseil d’État donne la permission aux directeurs de la Compagnie des Indes de faire pour cinquante millions de nouvelles actions ; début de l’émission massive d’action de la Compagnie[1].
- 11 septembre
  - vendanges précoces à Dijon (28 août à Volnay, 31 août à Beaune)[12].
  - début de la conspiration de Pontcallec. Agitation séditieuse des nobles ruraux en Bretagne. Les conjurés se réunissent dans le château du Pouldu. L’arrestation à Nantes le lendemain d’un bourgeois de Guérande permet aux autorités de connaître les projets des conjurés (15 septembre) et un corps de dragons envahit le château du Pouldu. Les conjurés se réfugient au château de Pontcallec d’où, après avoir décidé de marcher sur Rennes, ils doivent fuir le 28 septembre après l’intervention d’un régiment royal de marine[13].
- 3 octobre : lettres patentes créant une chambre de justice pour juger les « conspirateurs » bretons[14].
- 10 octobre : augmentation du droit d’entrée sur les vins à Paris[15].
- 11 octobre : victoire de la France à Urgell sur l’Espagne[16].
- 23 octobre : Dubois entre au conseil de régence[1].
- 30 octobre : une frégate espagnole parait au large des côtes bretonnes puis débarque 300 hommes dans la rivière de Crac'h, sous le manoir de Kergurioné, appartenant à un des conjurés. Ce-dernier, prenant peur en apprenant la formation d’une chambre de justice à Nantes le même jour, fait rembarquer les soldats espagnols[13].

- 10 novembre : trois cents filles et autant de jeunes garçons partent de Paris pour la Rochelle, pour être transportés au Mississippi[17].
- 28 novembre : arrestation du marquis de Pontcallec pour conspiration au bénéfice de l’Espagne[1].
- 5 décembre : le ministre de Philippe V d’Espagne Alberoni est disgracié à la suite de la conspiration de Cellamare[18].